# 프로젝트 관리 소프트웨어
프로젝트 관리 소프트웨어(Project management software)는 리소스 도구를 계획, 조직, 관리하는 것을 도와주고 리소스 추산치를 만드는 소프트웨어이다.
프로젝트 관리 시스템(PMS : Project Management System)은 프로젝트의 정량적인 성과 및 진행 지표를 체계적으로 관리하기 위한 것이다. 프로젝트 진행 현황과 성과물의 체계적인 관리 뿐만 아니라 시스템화를 통한 프로젝트 관리의 용이성을 확보하여 업무 생산성을 향상시킬 수 있다. 프로젝트 관리 활동은 작업계획, 위험도(리스크) 평가, 작업 완료를 위한 자원 추정, 작업 조직, 인적/물적 자원 획득, 업무 할당, 활동지시, 프로젝트 집행 제어, 진전보고, 결과 분석을 포함한다.

## 같이 보기
- 퍼트